# Еліас Муньос
Еліас Муньос Ріос (ісп. Elías Muñoz García, нар. 3 листопада 1941) — мексиканський футболіст, виступав на позиції нападника.

## Клубна кар'єра
У мексиканському Прімера Дивізіоні дебютував у складі «УНАМ Пумас». 3 грудня 1966 року відзначився двома голами в поєдинку проти «Клуб Америка», допомігши УНАМу досягти найбільшої перемоги над вище вказаним суперником в історії, 4:1. Протягом наступних 20 років це була найбільща перемога «кремових» проти «Америки», в одному з найпринциповіших футбольних протистоянь в Мексиці. І лише 13 січня 1991 року «Клуб Америка» обіграли знову з різницею в три м'ячі, 5:2. У сезоні 1967/68 років разом з «Пумас» став віце-чемпіоном Мексики. Потім грав за «Сакатепек» та «Торреон».

## Кар'єра в збірній
У футболці національної збірної Мексики дебютував 24 квітня 1966 року в переможному (7:0) поєдинку проти Парагваю. Востаннє футболку національної команди одягав 29 вересня 1968 року в поєдинку проти Ефіопії. Разом з мексиканцями поїхав на чемпіонат світу в Англії, але на турнірі не зіграв жодного матчу. У період з 1966 по 1968 рік зіграв 8 матчів за збірну Мексики.
Учасник Олімпійських ігор 1968 року. На турнірі зіграв 5 матчів.